# كومو (تكساس)
كومو (بالإنجليزية: Como, Texas)‏ هي بلدة أمريكية تقع في الولايات المتحدة في مقاطعة هوبكنز، تكساس. يقدر عدد سكانها بـ 621 نسمة ومساحتها 2.9 كم2 وترتفع عن سطح البحر 163 متر.

## التركيبة السكانية
حدّد مكتب تعداد الولايات المتحدة بيانات التركيبة السكانية لكومو في تعداد الولايات المتحدة. في ما يلي، التركيبة السكانية حسب تعدادي 2000 و2010.

### تعداد عام 2000
بلغ عدد سكان كومو 621 نسمة بحسب تعداد عام 2000، وبلغ عدد الأسر 216 أسرة وعدد العائلات 168 عائلة مقيمة في البلدة. في حين سجلت الكثافة السكانية 216.4 نسمة لكل كيلومتر مربع (560.5/ميل2). وبلغ عدد الوحدات السكنية 237 وحدة بمتوسط كثافة قدره 82.6 لكل كيلومتر مربع (213.9/ميل2).
وتوزع التركيب العرقي للبلدة بنسبة 89.69% من البيض و2.90% من الأمريكيين الأفارقة و5.96% من الأعراق الأخرى و1.45% من عرقين مختلطين أو أكثر و19.16% من الهسبانيون أو اللاتينيون من أي عرق.
بلغ عدد الأسر 216 أسرة كانت نسبة 41.7% منها لديها أطفال تحت سن الثامنة عشر تعيش معهم، وبلغت نسبة الأزواج القاطنين مع بعضهم البعض 58.8% من أصل المجموع الكلي للأسر، ونسبة 12.5% من الأسر كان لديها معيلات من الإناث دون وجود شريك،  بينما كانت نسبة 6.5% من الأسر لديها معيلون من الذكور دون وجود شريكة وكانت نسبة 22.2% من غير العائلات. تألفت نسبة 18.1% من أصل جميع الأسر من عدة أفراد يعيشون في نفس المنزل ونسبة 8.8% كانت تتألف من شخص يعيش بمفرده يبلغ من العمر 65 عاماً أو أكثر. وبلغ متوسط حجم الأسرة المعيشية 2.88، أما متوسط حجم العائلات فبلغ 3.28.
بلغ العمر الوسطي للسكان 32.9 عاماً. وكانت نسبة 29.8% من القاطنين تحت سن الثامنة عشر، وكانت نسبة 9.7% بين الثامنة عشر والرابعة والعشرين عاماً، ونسبة 25.3% كانت واقعةً في الفئة العمرية ما بين الخامسة والعشرين والرابعة والأربعين عاماً، ونسبة 22.9% كانت ما بين الخامسة والأربعين والرابعة والستين، ونسبة 12.4% كانت ضمن فئة الخامسة والستين عاماً فما فوق. يوجد لكل 100 أنثى 101.6 ذكر، ويوجد لكل 100 أنثى في الثامنة عشر من عمرها فما فوق 100.0 ذكر.
بلغ متوسط دخل الأسرة في البلدة 25,962 دولارًا، أما متوسط دخل العائلة فبلغ 27,500 دولارًا. وكان متوسط دخل الذكور 26,591 دولارًا مقابل 15,893 دولارًا للإناث. وسجل دخل الفرد الخاص بالبلدة 11,800 دولارًا. وكانت نسبة 18% من العائلات ونسبة 22.7% من السكان تحت خط الفقر، وكان من هؤلاء نسبة 31.2% تحت سن الثامنة عشر ونسبة 22.2% في الخامسة والستين من العمر وما فوق.

### تعداد عام 2010
بلغ عدد سكان كومو 702 نسمة بحسب تعداد عام 2010، وبلغ عدد الأسر 253 أسرة وعدد العائلات 181 عائلة مقيمة في البلدة. في حين سجلت الكثافة السكانية 244.6 نسمة لكل كيلومتر مربع (633.5/ميل2). وبلغ عدد الوحدات السكنية 280 وحدة بمتوسط كثافة قدره 97.6 لكل كيلومتر مربع (252.8/ميل2).
وتوزع التركيب العرقي للبلدة بنسبة 77.35% من البيض و1.14% من الأمريكيين الأفارقة و1.28% من الأمريكيين الأصليين و0.28% من الأمريكيين ذوي الأصول الآسيوية و17.95% من الأعراق الأخرى و1.99% من عرقين مختلطين أو أكثر و26.92% من الهسبانيون أو اللاتينيون من أي عرق.
بلغ عدد الأسر 253 أسرة كانت نسبة 40.7% منها لديها أطفال تحت سن الثامنة عشر تعيش معهم، وبلغت نسبة الأزواج القاطنين مع بعضهم البعض 51% من أصل المجموع الكلي للأسر، ونسبة 12.3% من الأسر كان لديها معيلات من الإناث دون وجود شريك،  بينما كانت نسبة 8.3% من الأسر لديها معيلون من الذكور دون وجود شريكة وكانت نسبة 28.5% من غير العائلات. تألفت نسبة 24.1% من أصل جميع الأسر من عدة أفراد يعيشون في نفس المنزل ونسبة 10.3% كانت تتألف من شخص يعيش بمفرده يبلغ من العمر 65 عاماً أو أكثر. وبلغ متوسط حجم الأسرة المعيشية 2.77، أما متوسط حجم العائلات فبلغ 3.29.
بلغ العمر الوسطي للسكان 34.6 عاماً. وكانت نسبة 30.5% من القاطنين تحت سن الثامنة عشر، وكانت نسبة 9.4% بين الثامنة عشر والرابعة والعشرين عاماً، ونسبة 23.9% كانت واقعةً في الفئة العمرية ما بين الخامسة والعشرين والرابعة والأربعين عاماً، ونسبة 23.6% كانت ما بين الخامسة والأربعين والرابعة والستين، ونسبة 12.5% كانت ضمن فئة الخامسة والستين عاماً فما فوق. وتوزع التركيب الجنسي للسكان بنسبة 48.6% ذكور و51.4% إناث.